# Olympische Sommerspiele 1936/Teilnehmer (Malta)
| Gelbes Symbol für Goldmedaillen mit stilisierten Olympischen Ringen | Graues Symbol für Silbermedaillen mit stilisierten Olympischen Ringen | Braundes Symbol für Bronzemedaillen mit stilisierten Olympischen Ringen |
| ------------------------------------------------------------------- | --------------------------------------------------------------------- | ----------------------------------------------------------------------- |
| —                                                                   | —                                                                     | —                                                                       |

Malta nahm bei den XI. Olympischen Sommerspielen 1936 in Berlin mit einer Delegation von 11 Athleten teil.
| Sportart               | Sportler                 | Disziplin | Platz | Bemerkung                     |
| ---------------------- | ------------------------ | --------- | ----- | ----------------------------- |
| Leichtathletik         | Alfred Bencini           | 100 m     | –     | im Vorlauf ausgeschieden      |
| Leichtathletik         | Austin Torreggiani       | 100 m     | –     | im Vorlauf ausgeschieden      |
| Schwimmen (Wasserball) | Joseph Demicoli          | –         | –     | in der Vorrunde ausgeschieden |
| Schwimmen (Wasserball) | Anthony Lanzon           | –         | –     | in der Vorrunde ausgeschieden |
| Schwimmen (Wasserball) | Frank Wismayer           | –         | –     | in der Vorrunde ausgeschieden |
| Schwimmen (Wasserball) | Filippo Schembri Fortune | –         | –     | in der Vorrunde ausgeschieden |
| Schwimmen (Wasserball) | Arthur Podestá           | –         | –     | in der Vorrunde ausgeschieden |
| Schwimmen (Wasserball) | Sydney Scott             | –         | –     | in der Vorrunde ausgeschieden |
| Schwimmen (Wasserball) | Wilfred Podestá          | –         | –     | in der Vorrunde ausgeschieden |
| Schwimmen (Wasserball) | Jack Frendo Azzopardi    | –         | –     | in der Vorrunde ausgeschieden |
| Schwimmen (Wasserball) | Joseph Chetcuti Bonacia  | –         | –     | in der Vorrunde ausgeschieden |